# Scoglio di Ponente
Lo scoglio di Ponente è un'isola italiana, in Campania. Sorge di fronte all'isola di Nisida, a Napoli. Nei suoi pressi è situato lo Scoglio di Levante.